# Niels Hartman
Niels Mark Pieter Hartman (Schoonhoven, 17 januari 2001) is een Nederlands-Gibraltarees voetballer. Hij werd geboren in Nederland, maar woonde en studeerde sinds jonge leeftijd in Gibraltar en het Verenigd Koninkrijk.

## Levensloop
Hartman werd geboren in Schoonhoven en heeft een Nederlandse moeder en vader. Op jonge leeftijd verhuisden zij naar Spanje, aangezien zijn vader een baan in Gibraltar kreeg. Toen Niels 12 jaar was, verhuisde het gezin naar Gibraltar zelf om daar onderwijs in het Engels te volgen. Niels speelde voetbal in Spanje, bij AD Taraguilla en vervolgens bij Algeciras CF. Toen hij 18 jaar was, ging hij in Engeland studeren aan de Universiteit van Loughborough. Tijdens de corona-pandemie in 2020 ging de universiteit in lockdown en ging Hartman weer tijdelijk in Gibraltar wonen. Hij speelde drie wedstrijden voor Lynx FC in de Premier Division.

## Interlandcarrière
Toen Hartman in de Premier Division speelde, viel zijn spel op en zo ook bij bondscoach Julio César Ribas van het Gibraltarees voetbalelftal. Hij zou wellicht een oproep mogen ontvangen in het geval hij een Gibraltarees paspoort zou krijgen. Dat verkreeg Hartman in december 2022 en in de EK-kwalificatiewedstrijd tegen Griekenland was hij voor het eerst van de partij, maar bleef hij de gehele wedstrijd op de bank.
Op 27 maart 2023 maakte Hartman zijn debuut voor het nationale elftal tegen zijn geboorteland Nederland.

### Interlands
| Interlands van Niels Hartman voor Gibraltar | Interlands van Niels Hartman voor Gibraltar | Interlands van Niels Hartman voor Gibraltar | Interlands van Niels Hartman voor Gibraltar | Interlands van Niels Hartman voor Gibraltar | Interlands van Niels Hartman voor Gibraltar | Interlands van Niels Hartman voor Gibraltar |
| №                                           | Datum                                       | Wedstrijd                                   | Uitslag                                     | Competitie                                  | Goals                                       | Assists                                     |
| Als speler van Loughborough University FC   | Als speler van Loughborough University FC   | Als speler van Loughborough University FC   | Als speler van Loughborough University FC   | Als speler van Loughborough University FC   | Als speler van Loughborough University FC   | Als speler van Loughborough University FC   |
| ------------------------------------------- | ------------------------------------------- | ------------------------------------------- | ------------------------------------------- | ------------------------------------------- | ------------------------------------------- | ------------------------------------------- |
| 1.                                          | 27 maart 2023                               | Nederland – Gibraltar                       | 3 – 0                                       | Europees kampioenschap kwalificatie 2024    | 0                                           | 0                                           |
| 2.                                          | 17 juni 2023                                | Gibraltar - Frankrijk                       | 0 - 3                                       | Europees kampioenschap kwalificatie 2024    | 0                                           | 0                                           |
| 3.                                          | 19 juni 2023                                | Ierland - Gibraltar                         | 3 - 0                                       | Europees kampioenschap kwalificatie 2024    | 0                                           | 0                                           |
| Als speler van Vermont Catamounts           |                                             |                                             |                                             |                                             |                                             |                                             |
| 4.                                          | 6 september 2023                            | Malta - Gibraltar                           | 1 - 0                                       | Vriendschappelijk                           | 0                                           | 0                                           |
| 5.                                          | 10 september 2023                           | Griekenland - Gibraltar                     | 5 - 0                                       | Europees kampioenschap kwalificatie 2024    | 0                                           | 0                                           |
| 6.                                          | 21 maart 2024                               | Gibraltar - Litouwen                        | 0 - 1                                       | UFEA Nations League 2024/25                 | 0                                           | 0                                           |
| 7.                                          | 26 maart 2024                               | Litouwen - Gibraltar                        | 1 - 0                                       | UFEA Nations League 2024/25                 | 0                                           | 0                                           |